# Bahnhofstraße 28, Schruns

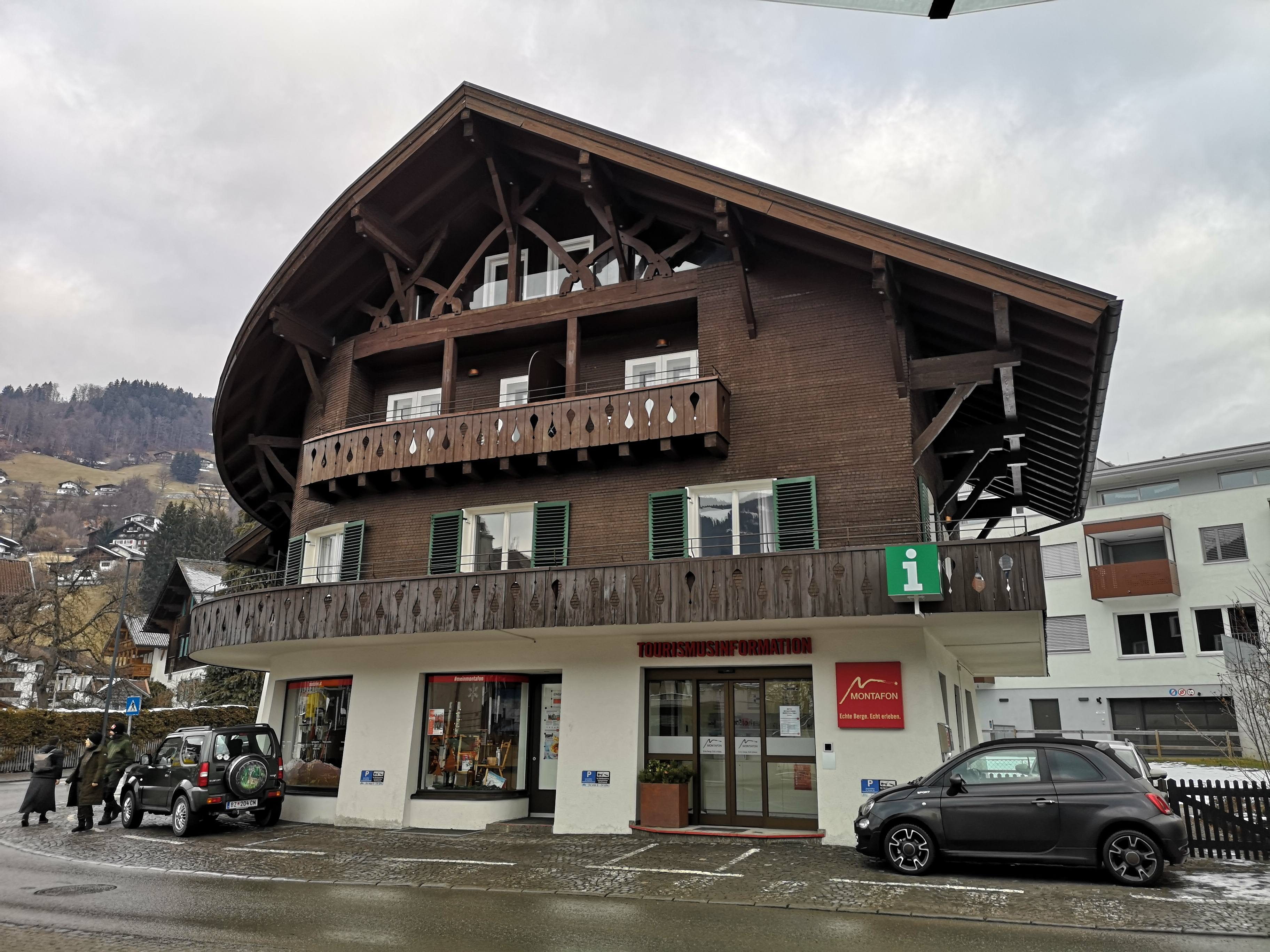
Tourismusbüro in Schruns

Das ehemalige Fachgeschäft Vallaster steht in der Bahnhofstraße 28 gegenüber dem Bahnhof Schruns in der Marktgemeinde Schruns im Bezirk Bludenz in Vorarlberg. Das Gebäude steht unter Denkmalschutz (Listeneintrag).

## Geschichte
Das Geschäftshaus für Hausrat und Eisenwaren wurde nach den Plänen der Architekten Alois Dönz (1899–1979) und Franz Reznicek (1903–1999) in den Jahren 1937/1938 für den Schrunser Kaufmann Alfons Vallaster erbaut. In den frühen 1960er Jahren wurde das Haus vom Sohn Armin Vallaster übernommen. In den 1970er bis Anfang der 1980er Jahre führte die Montafonerbahn ebendort ein Radio- und Fernsehgeschäft. Etwa zeitgleich wurde im Obergeschoß mit der Nennung Fremdenheim Kapell die Vermietung von Gästezimmern begonnen. Ab 1983 befand sich im Erdgeschoß eine Bankfiliale der Volksbank. Seit 2018 befindet sich im Erdgeschoß die Tourismusinformation der Marktgemeinde.
1988 wurde das Dach neu gedeckt.